# Act Up-Paris
Act Up-Paris è un'associazione no-profit francese che promuove la lotta contro l'AIDS.

## Storia

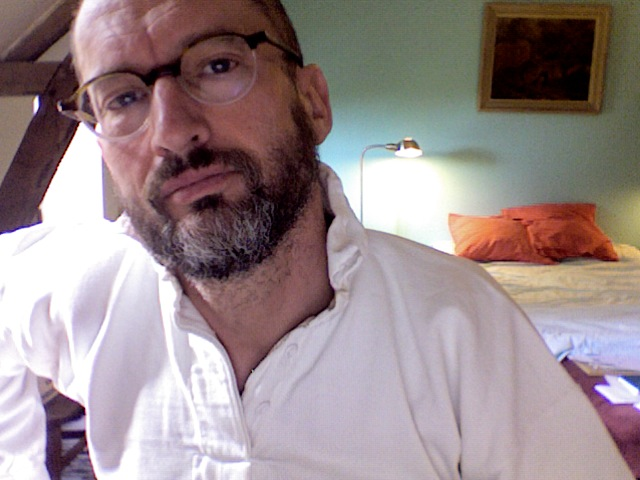
Didier Lestrade, co-fondatore dell'associazione.

Venne creata nel giugno del 1989, seguendo il modello americano, nato due anni prima. Questo modello diffuso essenzialmente nel mondo occidentale (New York, Philadelphia, Basilea), con ogni associazione che beneficia di un'autonomia totale, e si caratterizza per un certo numero di tecniche attiviste relative tanto alla visibilità della lotta impegnata tanto quanto al funzionamento interno del collettivo (la presa di decisioni per consenso, per esempio).
Nel 2017 esce il film 120 battiti al minuto che parla dell'inizio dell'associazione.